# 131 aC
El 131 aC  va ser un any del calendari romà prejulià. Durant la República i l'Imperi Romà es coneixia com l'Any del Consolat de Flac i Mucià o també any 623 Ab urbe condita o de la fundació de la ciutat). L'ús del nom «131 aC» per referir-se a aquest any es remunta a l'alta edat mitjana, quan el sistema Anno Domini va ser el mètode de numeració dels anys més comú a Europa.

## Esdeveniments

### República Romana
- Aquest any són elegits cònsols Luci Valeri Flac i Publi Licini Cras Dives Mucià.[2]
- Valeri Flac és Flamen Martialis i Cras Dives Mucià pontífex màxim. Flac demana de dirigir la guerra contra Èumenes III Aristònic de Pèrgam, però el seu col·lega, com a Pontífex, li imposa una multa per abandonar els seus deures sacerdotals. Flac presenta una queixa als comicis que anul·len la multa, però ordenen que Flac obeeixi a Cras en l'aspecte religiós.[3]
- Quint Cecili Metel Macedònic i Quint Pompeu són censors. És la primera vegada que els dos censors són plebeus.[4] Metel Macedònic proposa una llei que obliga a tots els romans a casar-se per incrementar la població.[5]

### Àsia Menor
- El Senat Romà envia a Àsia a Cras Dives i inicia la guerra contra Èumenes III, però està més ocupat pel botí que per capturar el seu enemic, i Èumenes el sorprèn a Leucae i el derrota en una batalla. És capturat quan fuig, entre Elea i Esmirna, i per no ser torturat, fereix un traci de l'exèrcit d'Èumenes, que s'hi gira i el mata.[6]

## Necrològiques
- Publi Licini Cras Dives, mort quan el fan presoner. És enterrat a Esmirna i el seu cap enviat a Èumenes, que l'any següent serà derrotat per Perpenna i executat a Roma.[7]